# Anisozyga erymnodes
Anisozyga erymnodes là một loài bướm đêm trong họ Geometridae.